# Какучу Ноу (Бихор)
Какучу Ноу (рум. Cacuciu Nou) насеље је у Румунији у округу Бихор у општини Мађешти. Oпштина се налази на надморској висини од 251 m.

## Становништво
Према подацима из 2002. године у насељу је живело 359 становника.

### Попис2002.
| Расподела становништва по националности 2002.‍ | Расподела становништва по националности 2002.‍ | Расподела становништва по националности 2002.‍ | Расподела становништва по националности 2002.‍ | Расподела становништва по националности 2002.‍ |
| --------------------------------------------- | --------------------------------------------- | --------------------------------------------- | --------------------------------------------- | --------------------------------------------- |
|                                               |                                               |                                               |                                               |                                               |
| Румуни                                        | Румуни                                        |                                               | 208                                           | 58,8%                                         |
| Мађари                                        | Мађари                                        |                                               | 146                                           | 41,2%                                         |